# Jacki jabłonkowskie

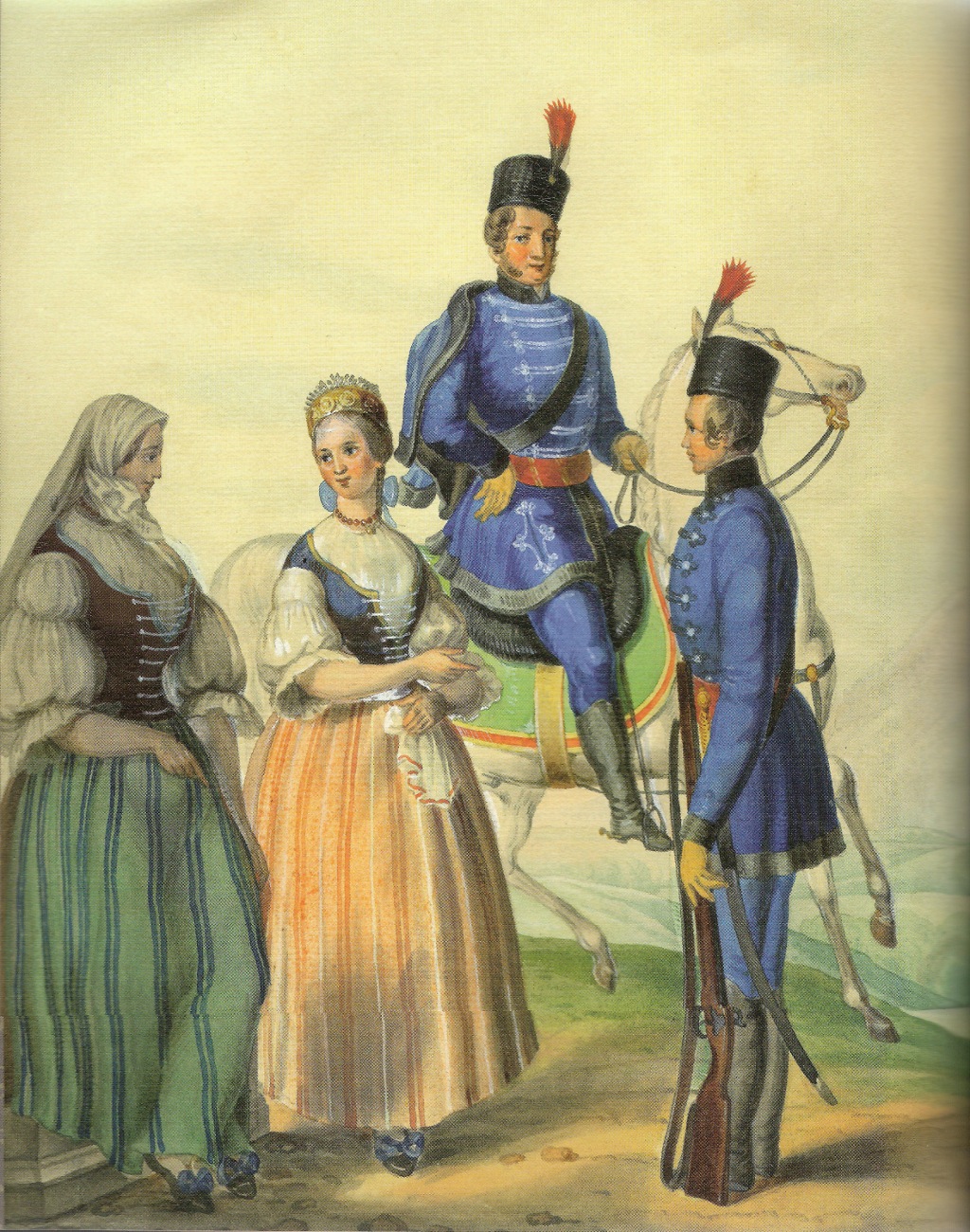
Akwarela z 1846 przedstawiająca Jacków jabłonkowskich

Jacki (Jackowie) – nieliczna grupa etnograficzna ludności polskiej, zamieszkująca miasteczko Jabłonków na Śląsku Cieszyńskim, obecnie w Czechach. Posługują się gwarą jabłonkowską.
Dawniej Jacków cechowała swoista kultura drobnomieszczańska o silnych wpływach węgierskich. Widomym tego znakiem był charakterystyczny strój mężczyzn, podobny do stroju węgierskich huzarów.
Na początku XX w. Ludomir Sawicki wskazywał, że Jacków nie można identyfikować z mieszkańcami okolic Jabłonkowa – góralami śląskimi.
Agnieszka Dobrowolska przypuszczała, że nazwa grupy nie należy wywodzić od węgierskich Jacygów, będących ludem pasterskim, ale od węgierskich pułków huzarskich Jaczygier Freiwilige Husaren, od których prawdopodobnie został przejęty ich strój ludowy. Podaje się także, że Maria Teresa powołała w 1745 r. pułki Jacygów do obrony Śląska przed Fryderykiem II, które miały stacjonować między innymi w Jabłonkowie.